# Message d'amour
『message d'amour』（メサージュ・ダムール）は、渡瀬マキの1枚目のオリジナルアルバム。1995年9月21日発売。発売元はBMGビクター。

## 解説
当時のLINDBERGとしての活動とは異なり、月光恵亮が担当せず、渡瀬自らがプロデュースを担当している。これまでのアルバムの中では最大のヒット作である。

## 批評
CDジャーナルは「ボサ・ノヴァ・テイストなどなどバンドではやれないサウンドのアプローチをベースにロック・ギャルではない少し大人っぽいポップス・シンガーの渡瀬マキがいる。力の入らないヴォーカルは新しい一面」と評した。

## 収録曲
1. message dámour
作詞：渡瀬マキ　作曲：ムッシュかまやつ　編曲：佐藤準
2. fake flower
作詞・作曲：渡瀬マキ　編曲：佐藤準
3. いちにちだけの音信不通
作詞・作曲：渡瀬マキ　編曲：佐藤準
4. 恋をしてた
作詞：渡瀬マキ　作曲：香坂龍　編曲：佐藤準
5. happiness
作詞・作曲：渡瀬マキ　編曲：佐藤準
6. さよならの夜見つけた空
作詞：渡瀬マキ　作曲・編曲：一色赴夫
7. ゆっくり すきになりたいの
作詞：渡瀬マキ　作曲・編曲：一色赴夫
8. Wedding blue
作詞・作曲：渡瀬マキ　編曲：佐藤準
9. 星の降る街
作詞：渡瀬マキ　作曲：一色赴夫　編曲：佐藤準
10. あなたのほほえみ
作詞・作曲：矢野顕子　編曲：三柴理

## レコーディング参加
- 古川望 - ギター (#1 - 7, 9)
- 今泉洋 - アコースティックギター (#9)
- 美久月千晴 - ベース (#1 - 3, 5 - 7, 9)
- 小田原豊 - ドラム (#3, 6 - 8)
- 友成好宏 - キーボード (#2, 5)
- 河合代介 - オルガン (#6)
- 山本拓夫 - サックス (#3)
- 村田陽一 - トロンボーン (#3)
- エリック宮城 - フリューゲルホルン (#9)
- 斎藤ノヴ - コンガ (#4)、パーカッション (#5)
- 三柴理 - ピアノ (#10)
- 三沢またろう - パーカッション (#3, 6 - 9)